# Фазыл Ахмед (писатель)
Фазыл Ахмед Айкач (тур. Fazıl Ahmet Aykaç; 1 января 1884, Стамбул — 5 декабря 1967, Стамбул) — турецкий писатель
, поэт, публицист, педагог, политик, общественный деятель. Видный турецкий сатирик.

## Биография
Родился в семье чиновника, губернатора г. Дивания. Образование получил в турецкой и французской средних школах, некоторое время продолжал обучение на факультете архитектуры Академии изящных искусств. Окончил факультет политических наук Школы политических наук в Стамбуле.
Вместе с отцом побывал во многих местах Анатолии и Аравии, что имело большое влияние на его развитие.
Свою профессиональную деятельность начал до принятия второй Конституции.
Работал в Министерстве образования.
Позже преподавал более 20 лет в различных местных и иностранных школах в Стамбуле, в том числе в Галатасарайском лицее турецкую литературу, этику, философию, педагогику, психологию, французский язык и перевод с него. В 1918 году, после непродолжительной работы в Düyûn-ı Umumiye (Османское управление государственных финансов), вернулся к педагогической деятельности.
Политик, член Республиканской народной партии Турции. Избирался членом Великого национального собрания Турции III, IV, V, VI и VII созывов.

## Творчество
Фазыл писал в старом и новом стиле и стихи и прозу. Весьма искусно воспроизводил стиль, язык и творческую манеру любого поэта или произведения. Однако Фазыл не является простым подражателем. Подражая например османского поэту XVII века, представителю классического направления Нефи, он воспринимает его стиль, метрику, рифмы, но вместе с тем иронизирует над ним и даёт новое актуальное содержание.
Фазыл во всех своих произведениях, главным образом, сатирик. Смех автора всегда социально значителен. Силой смеха Фазыл разоблачает социальные пороки. Стихотворения поэта, извне кажущиеся простыми, несерьезными, содержат в себе острую сатиру.
Наряду с подражательными по форме сатирическими стихотворениями Фазыл писал и оригинальные сатирические рассказы, точно так же вскрывающие недостатки общественной жизни и бичующие их носителей.
Автор проявляет большой интерес к западной литературе, в частности к русским классикам. Язык его чист, прост, лёгок.
Наряду с литературой, Фазыл занимался философией, социальными, естественными и другими науками. Он написал также много публицистических и педагогических статей.

## Избранные публикации
- Dîvançe-i Fâzıl (1913),
- Harman Sonu (1919),
- Kırpıntı (1924),
- Şeytan Diyor Ki (1927),
- Tarih Dersi (1928)